# Регимин (гмина)
Регимин (пол. Regimin) — сельская гмина (волость) в Польше, входит как административная единица в Цеханувский повет, Мазовецкое воеводство. Население — 4988 человек (на 2004 год).

## Демография
| Перепись                       | Всего   | Всего | Женщины | Женщины | Мужчины | Мужчины |
| ------------------------------ | ------- | ----- | ------- | ------- | ------- | ------- |
| Единицы                        | человек | %     | человек | %       | человек | %       |
| Население                      | 4988    | 100   | 2465    | 49,4    | 2523    | 50,6    |
| Плотность населения (чел./км²) | 44,8    | 44,8  | 22,1    | 22,1    | 22,7    | 22,7    |

## Сельские округа
1. Гжибово
2. Ярлюты-Дуже
3. Ярлюты-Мале
4. Калиш
5. Карнево
6. Контки
7. Клице
8. Клички
9. Коздрое
10. Влосты
11. Козичин
12. Леково
13. Лекувец
14. Липа
15. Мосцице
16. Павлово
17. Павлувко
18. Пнево-Черухы
19. Пнево-Вельке
20. Пшибышево
21. Радомка
22. Регимин
23. Шульмеж
24. Таргоне
25. Тшчанка
26. Зеньбок

## Соседние гмины
1. Гмина Цеханув
2. Гмина Чернице-Борове
3. Гмина Грудуск
4. Гмина Опиногура-Гурна
5. Гмина Стшегово
6. Гмина Ступск